# Rotstock
Le Rotstock est un sommet des Alpes bernoises, en Suisse, situé dans le canton du Valais, qui culmine à 3 698 m d'altitude.
Situé au sud du Geisshorn (3 740 m) et du Sattelhorn (3 723 m), au nord du Grosses Fusshorn (3 627 m), il domine le glacier d'Oberaletsch à l'ouest et le Drietschgletscher et la pointe sud du glacier d'Aletsch au sud-est.